# Матёров, Георгий Алексеевич
Георгий Алексеевич Матёров (1914—1987) — советский инженер-конструктор, лауреат Государственной премии СССР.
Родился в 1914 г. в г. Саратове.
Там же в 1937 г. окончил автомобильно-дорожный институт, работал в НАТИ.
В 1939 г. служил в РККА, участвовал в освобождении Западной Украины, после демобилизации вернулся в НАТИ. С 1940 г. по совместительству работал в лаборатории газогенераторных автомобилей, а с августа 1941 г. переведён в Экспериментальный цех ЗИСа, руководил лабораторией испытаний грузовых автомобилей. С 1950 по 1982 г. заместитель начальника и начальник Экспериментального цеха.
В 1982 году вышел на пенсию, но продолжал работать на ЗИЛе в должности инженера-исследователя I категории.
Участвовал в создании практически всех послевоенных моделей автомобилей ЗиС/ЗиЛ.
В 1967 г. за создание конструкции семейства грузовых автомобилей ЗИЛ-130 в составе коллектива заводских работников ему присуждена Государственная премия СССР.
Награждён орденом Октябрьской Революции, двумя орденами Трудового Красного Знамени и многими медалями.
Умер в 1987 г. после тяжёлой продолжительной болезни. Похоронен на Кузьминском кладбище.